# مانینکا
مانینکا (سوئدی: Maaninka، همچنین Maninga) یک شهرداری سابق در منطقه ساوونیای شمالی، در فنلاند است. این شهر در ۱ ژانویه ۲۰۱۵ با شهر کوئوپیو ادغام شد.
این شهرداری ۳۷۴۷ نفر جمعیت داشت (۳۰ نوامبر ۲۰۱۴) و مساحتی به مساحت ۵۷۵٫۱۳ کیلومتر مربع (۲۲۲٫۰۶ مایل مربع) را پوشش می‌داد که ۱۰۸٫۶۲ کیلومتر مربع (۴۱٫۹۴ مایل مربع) آب بود. تراکم جمعیت آن ۸٫۰۳ ساکن در هر کیلومتر مربع (۲۰٫۸ ساکن در هر مایل مربع) بود.
این شهرداری عمدتاً از زمین‌های جنگلی ناهموار تشکیل شده است. بلندترین آبشار فنلاند با ارتفاع ۳۶ متر (۱۱۸ فوت) در مانینکا قرار دارد. این سایت که کورکئاکوسکی نام دارد، از قرن نوزدهم یک مکان گردشگری بوده است.
شهرداری به صورت یک زبانه فنلاندی بود.

## افراد متولد شده در مانینکا
- تاوتی لاپوتلینن (۱۸۶۰-۱۹۱۹)
- نستور وننن (۱۸۷۷–۱۹۳۰)
- تاهوو هییکارانته (۱۸۷۹–۱۹۴۷)
- تاتو نیسینن (۱۸۸۳–۱۹۶۶)
- سالمو ساوولاینن (۱۸۸۳–۱۹۶۴)
- پنتی پکارینن (۱۹۱۷-۱۹۷۵)
- اولاوی کورونن (۱۹۲۳–۱۹۸۹)
- تولا وتینن (۱۹۵۵–)
- یاری رسنن (۱۹۶۶–)

## نگارخانه

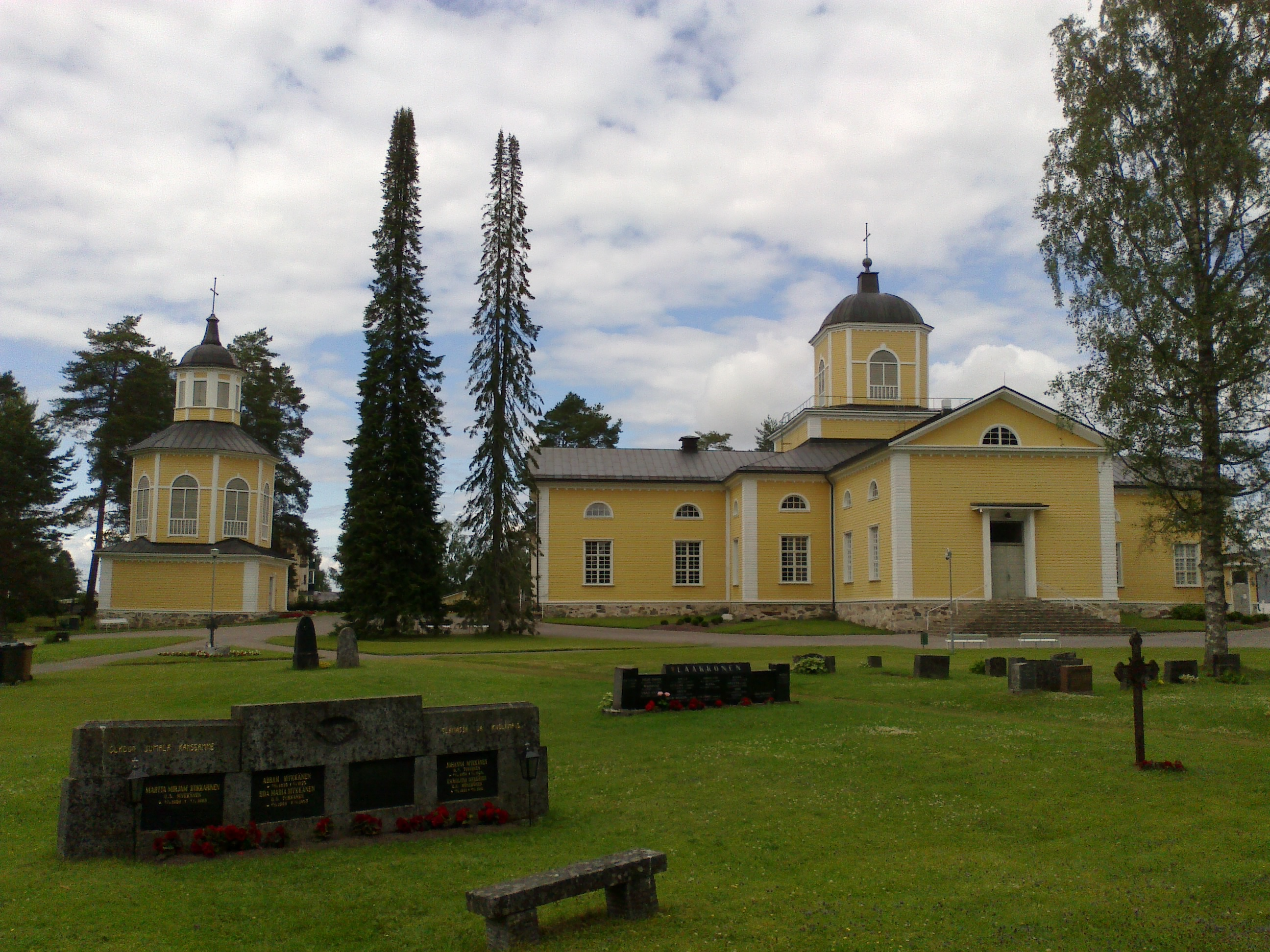
کلیسای لوترین مانینکا
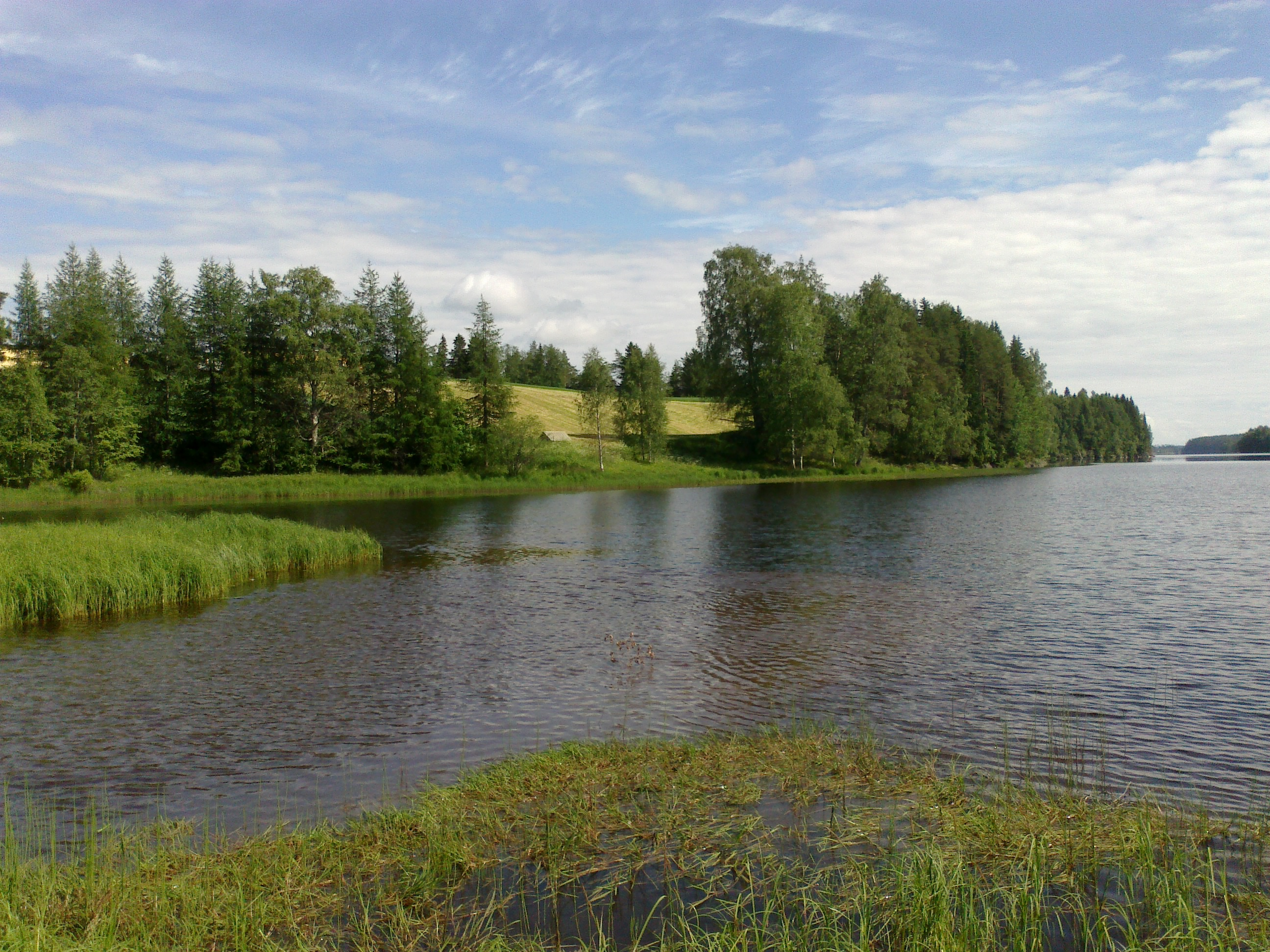
دریاچه مانینکایروی در روستای توئوویلان‌لاهتی، مانینکا.
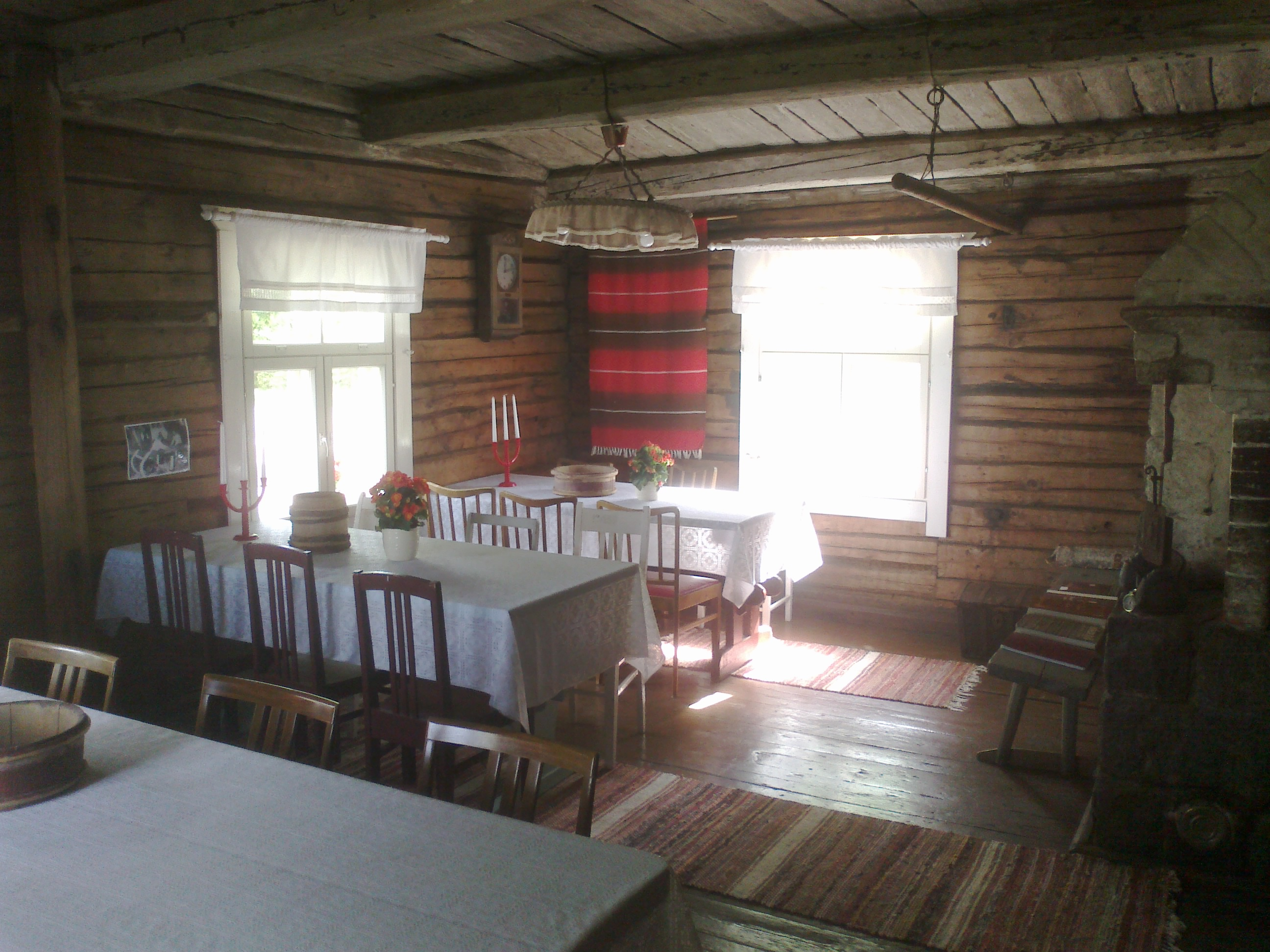
خانه کالاپورو به عنوان یک موزه، توئوویلان‌لاهتی، مانینکا کار می کند